# 栗東車站
栗東車站（日语：／ Rittō eki */?）是一由西日本旅客鐵道（JR西日本）所經營的鐵路車站，位於日本滋賀縣栗東市，是JR西日本東海道本線（琵琶湖線）沿線車站之一。屬於JR西日本京都支社所管轄的範圍，但委託由JR西日本的子公司JR西日本交通服務代為經營。

## 車站結構
對向式月台2面2線的地面車站，設有跨站式站房。

### 月台配置
| 月台 | 路線     | 方向 | 目的地               |
| ---- | -------- | ---- | -------------------- |
| 1    | 琵琶湖線 | 上行 | 米原、長濱、大垣方向 |
| 2    | 琵琶湖線 | 下行 | 草津、京都、大阪方向 |

## 使用情況
2018年度1日平均上車人次為12,348人。1991年開業時與其他車站相比較少，在大型公寓的建設與住宅開發相繼落成後，近年有持續增加傾向。2017年使用人數在滋賀縣內排行第10位，琵琶湖線內新快速通過站當中次於瀨田站、膳所站排行第3位。
根據「滋賀縣統計書」，近年1日平均上車人次推移如下表。
| 年度               | 1日平均 上車人次 | 來源   |
| ------------------ | ---------------- | ------ |
| 1992年（平成04年） | 3,472            | [ 2 ]  |
| 1993年（平成05年） | 3,975            | [ 3 ]  |
| 1994年（平成06年） | 4,356            | [ 4 ]  |
| 1995年（平成07年） | 4,816            | [ 5 ]  |
| 1996年（平成08年） | 4,354            | [ 6 ]  |
| 1997年（平成09年） | 5,179            | [ 7 ]  |
| 1998年（平成10年） | 6,230            | [ 8 ]  |
| 1999年（平成11年） | 6,648            | [ 9 ]  |
| 2000年（平成12年） | 6,985            | [ 10 ] |
| 2001年（平成13年） | 7,218            | [ 11 ] |
| 2002年（平成14年） | 7,376            | [ 12 ] |
| 2003年（平成15年） | 8,178            | [ 13 ] |
| 2004年（平成16年） | 8,779            | [ 14 ] |
| 2005年（平成17年） | 9,642            | [ 15 ] |
| 2006年（平成18年） | 10,308           | [ 16 ] |
| 2007年（平成19年） | 10,844           | [ 17 ] |
| 2008年（平成20年） | 11,503           | [ 18 ] |
| 2009年（平成21年） | 11,493           | [ 19 ] |
| 2010年（平成22年） | 11,870           | [ 20 ] |
| 2011年（平成23年） | 12,259           | [ 21 ] |
| 2012年（平成24年） | 12,744           | [ 22 ] |
| 2013年（平成25年） | 13,151           | [ 23 ] |
| 2014年（平成26年） | 12,546           | [ 24 ] |
| 2015年（平成27年） | 12,094           | [ 25 ] |
| 2016年（平成28年） | 11,958           | [ 26 ] |
| 2017年（平成29年） | 12,037           | [ 1 ]  |
| 2018年（平成30年） | 12,348           | [ 27 ] |

## 相鄰車站
西日本旅客鐵道
 琵琶湖線（東海道本線）

■新快速
通過
■普通（過京都站或高槻站以西變為快速列車）
守山（JR-A22）－栗東（JR-A23）－草津（JR-A24）

## 外部連結
- 栗東｜車站資訊：JR出門網 - 西日本旅客鐵道